# Yakuza (Computerspielreihe)
Like a Dragon (jap. 龍が如く, Ryū ga Gotoku, dt. „So wie ein Drache“), ehemals bekannt als Yakuza, ist eine von Sega entwickelte und vertriebene Computerspielreihe. Erste Veröffentlichung der Reihe war das namensgebende Yakuza, erschienen im Jahr 2005 für die PlayStation 2. Seither folgten in der Hauptreihe sieben weitere Titel sowie mehrere Ableger und Remakes. Es handelt sich um Action-Adventure in einer offenen Spielwelt. Einen großen Anteil am Spielgeschehen nehmen die Nahkämpfe im Stil eines Beat ’em ups ein. Yakuza: Like a Dragon führte hingegen Rollenspiel-Mechaniken ein.
Jüngere Teile der Reihe tragen nicht mehr Yakuza im Titel. In westlichen Ländern erscheint die Serie fortan als Like a Dragon, der englischen Übersetzung von Ryū ga Gotoku.

## Veröffentlichte Titel
| Name                                              | Veröffentlichungsdatum                                | Plattform                                                              | Altersfreigabe       | Anmerkung |
| ------------------------------------------------- | ----------------------------------------------------- | ---------------------------------------------------------------------- | -------------------- | --- |
| Yakuza                                            | 8. Dezember 2005 5. September 2006 15. September 2006 | PlayStation 2 PlayStation 3 Wii U                                      | USK ab 18 · PEGI 18+ | HD-Auflage für PlayStation 3 am 1. November 2012 veröffentlicht, Wii-U-Version am 8. August 2013. |
| Yakuza 2                                          | 7. Dezember 2006 9. September 2008 19. September 2008 | PlayStation 2 PlayStation 3 Wii U                                      | USK ab 18 · PEGI 18+ | HD-Auflage für PlayStation 3 am 1. November 2012 veröffentlicht, Wii-U-Version am 8. August 2013. |
| Ryū ga Gotoku Kenzan!                             | 6. März 2008                                          | PlayStation 3                                                          |                      | Nur in Japan erschienener Ableger. |
| Yakuza 3                                          | 26. Februar 2009 9. März 2010 12. März 2010           | PlayStation 3 PlayStation 4 Microsoft Windows Xbox One                 | USK ab 18 · PEGI 18+ | PlayStation-4-Version erschien am 9. August 2018, Windows- und Xbox-One-Version am 28. Januar 2021. |
| Yakuza 4                                          | 18. März 2010 15. März 2011 18. März 2011             | PlayStation 3 PlayStation 4 Microsoft Windows Xbox One                 | USK ab 18 · PEGI 18+ | PlayStation-4-Version erschien am 17. Januar 2019, Windows- und Xbox-One-Version am 28. Januar 2021. |
| Kurohyō: Ryū ga Gotoku Shinshō                    | 22. September 2010                                    | PlayStation Portable                                                   |                      | Nur in Japan erschienener Ableger. |
| Yakuza: Dead Souls                                | 9. Juni 2011 13. März 2012 16. März 2012              | PlayStation 3                                                          | USK ab 18 · PEGI 18+ | |
| Kurohyō 2: Ryū ga Gotoku Ashura hen               | 22. März 2012                                         | PlayStation Portable                                                   |                      | Fortsetzung zu Kurohyō: Ryū ga Gotoku Shinshō. Nur in Japan erschienener Ableger. |
| Yakuza 5                                          | 5. Dezember 2012 8. Dezember 2015                     | PlayStation 3 PlayStation 4 Microsoft Windows Xbox One                 | USK ab 18 · PEGI 18+ | PlayStation-4-Version erschien am 20. Juni 2019, Windows- und Xbox-One-Version am 28. Januar 2021. |
| Ryū ga Gotoku Ishin!                              | 22. Februar 2014                                      | PlayStation 3 PlayStation 4                                            |                      | Nur in Japan erschienener Ableger. |
| Yakuza 0                                          | 12. März 2015 24. Januar 2017                         | PlayStation 3 PlayStation 4 Microsoft Windows Xbox One                 | USK ab 18 · PEGI 18+ | PlayStation-3-Version nur in Japan erschienen. Windows-Version erschien am 1. August 2018, Xbox-One-Version am 26. Februar 2020.                                                                                        |
| Yakuza Kiwami                                     | 21. Januar 2016 29. August 2017                       | PlayStation 3 PlayStation 4 Microsoft Windows Xbox One Nintendo Switch | USK ab 18 · PEGI 18+ | Remake des ersten Teils. PlayStation-3-Version nur in Japan erschienen. Windows-Version erschien am 19. Februar 2019, Xbox-One-Version am 21. April 2020. Nintendo-Switch-Version für den 24. Oktober 2024 angekündigt. |
| Yakuza 6: The Song of Life                        | 8. Dezember 2016 17. April 2018                       | PlayStation 4 Microsoft Windows Xbox One                               | USK ab 18 · PEGI 18+ | Abschluss der Kazuma-Kiryu-Saga. Xbox-One- und Windows-Version erschienen am 25. März 2021. |
| Yakuza Kiwami 2                                   | 7. Dezember 2017 28. August 2018                      | PlayStation 4 Microsoft Windows Xbox One                               | USK ab 18 · PEGI 18+ | Remake des zweiten Teils. Windows-Version erschien am 9. Mai 2019, Xbox-One-Version am 30. Juli 2020. |
| Fist of the North Star: Lost Paradise             | 8. März 2018 2. Oktober 2018                          | PlayStation 4                                                          | USK ab 18 · PEGI 18+ | Indirekter Ableger, der das Yakuza-Spielprinzip übernimmt, aber in der Welt von Fist of the North Star spielt. |
| Ryu ga Gotoku Online                              | 21. November 2018                                     | iOS Android Microsoft Windows                                          |                      | Nur in Japan erschienener Ableger. |
| Judgment                                          | 13. Dezember 2018 25. Juni 2019                       | PlayStation 4 PlayStation 5 Xbox Series Google Stadia                  | USK ab 18 · PEGI 18+ | Ableger. Ursprünglicher Titel: Judge Eyes: Shinigami no Yuigon. Xbox-Series-, PlayStation-5- und Stadia-Version erschienen am 23. April 2021.                                                                           |
| Yakuza: Like a Dragon                             | 16. Januar 2020 10. November 2020                     | PlayStation 4 PlayStation 5 Xbox One Xbox Series Microsoft Windows     | USK ab 18 · PEGI 18+ | Auftakt der Ichiban-Kasuga-Saga. Ursprünglicher Titel: Yakuza 7: Whereabouts of Light and Darkness. PlayStation-5-Version erschien am 2. März 2021.                                                                     |
| Lost Judgment                                     | 24. September 2021                                    | PlayStation 4 PlayStation 5 Xbox One Xbox Series                       | USK ab 16 · PEGI 18+ | Fortsetzung zu Judgment. |
| Like a Dragon: Ishin!                             | 21. Februar 2023                                      | PlayStation 4 PlayStation 5 Xbox One Xbox Series Microsoft Windows     | USK ab 16 · PEGI 18+ | Remake von Ryū ga Gotoku Ishin!. |
| Like a Dragon Gaiden: The Man Who Erased His Name | 9. November 2023                                      | PlayStation 4 PlayStation 5 Xbox One Xbox Series Microsoft Windows     | USK ab 18 · PEGI 18+ | Ableger. |
| Like a Dragon: Infinite Wealth                    | 26. Januar 2024                                       | PlayStation 4 PlayStation 5 Xbox One Xbox Series Microsoft Windows     | USK ab 18 · PEGI 18+ | Fortsetzung der Ichiban-Kasuga-Saga. |
| Like a Dragon: Pirate Yakuza in Hawaii            | 21. Februar 2025                                      | PlayStation 4 PlayStation 5 Xbox One Xbox Series Microsoft Windows     | USK ab 18 · PEGI 18+ | Ableger. |

## Verfilmung
Unter dem Namen Like a Dragon (jap. 龍が如く 劇場版, Ryū ga gotoku: Gekijōban, dt. „Wie ein Drache: Filmfassung“) erschien 2007 eine Filmadaption des ersten Titels durch den japanischen Regisseur Takashi Miike.
Im Oktober 2024 startete auf Amazon Prime Video die Serie Like a Dragon: Yakuza.

## Lokalisierung
Seit Judgment verfügt jeder Yakuza-Titel über deutsche Untertitel. Eine deutsche Synchronisation gibt es jedoch bis heute nicht.